# Ойловиц
О́йловиц или Йи́лоцы (нем. Eulowitz; в.-луж. Jiłocy) — деревня в Верхней Лужице, Германия. Входит в состав коммуны Гроспоствиц района Баутцен в земле Саксония. Подчиняется административному округу Дрезден.

## География
Располагается на юго-восток от административного центра коммуны Гроспоствиц. Подразделяется на исторические районы: Нижние Йиловицы, Верхние Йиловицы и Новые Йиловицы.
Соседние населённые пункты: на северо-востоке — деревня Козлы, на востоке — деревня Загор, на юго-востоке — деревни Розводецы (входит в городские границы Ширгисвальде-Киршау) и Бедруск (входит в городские границы Ширгисвальде-Киршау) и на северо-востоке — административный центр коммуны Гроспоствиц.

## История
Впервые упоминается в 1419 году под наименованием Ilewitz.
С 1999 года входит в современную коммуну Гроспоствиц.
Единственный населённый пункт коммуны Гроспоствиц, не входящий в «Лужицкую поселенческую область».
Исторические немецкие наименования.
- Ilewitz, 1419
- Ilewicz, 1469
- Eilwitz, Eylowiz, 1475
- Ober- und Nieder-Eulewitz, 1689
- Eilwitz, 1732
- Eulowitz, 1768
- Eulowitz (Neu-, Nieder-, Ober-), 1939

## Население
Согласно статистическому сочинению «Dodawki k statisticy a etnografiji łužickich Serbow» Арношта Муки в 1884 году в деревне проживало 245 человека (из них — 175 серболужичанина (71 %)).
Лужицкий демограф Арношт Черник в своём сочинении «Die Entwicklung der sorbischen Bevölkerung» указывает, что в 1956 году при общей численности в 461 человека серболужицкое население деревни составляло 10,4 % (из них верхнелужицким языком владело 48 взрослых и 10 несовершеннолетних).
| 1834 | 1871 | 1890 | 1910 | 1925 | 1939 | 1946 | 1950 | 1964 | 1990 | 2000 |
| ---- | ---- | ---- | ---- | ---- | ---- | ---- | ---- | ---- | ---- | ---- |
| 155  | 207  | 282  | 335  | 330  | 359  | 401  | 446  | 398  | 318  | 363  |

## Достопримечательности
Памятники культуры и истории земли Саксония
- Памятник погибшим в Первой мировой войне, Dorfstraße, Niedereulowitz, 1918 год (№ 09252817).
- Жилой дом, Dorfstraße 1, Niedereulowitz, 1800 год (№ 09252818).
- Каменный дорожный указатель, Hauptstraße, на углу с улицей Bederwitzer Straße, Neu-Eulowitz, 19 век (№ 09252820).
- Гостиный дом, Hauptstraße 8, на углу с улицей Bederwitzer Straße, Neu-Eulowitz, 1855 год (№ 09252819).
- Häuslerei, Hauptstraße 16, 1800 год (№ 09252366).
- Гостиный дом «Neu-Eulowitz», Hauptstraße 17, 1793 год (№ 09252821).